# Musée de la vigne de Vaux-en-Bugey
Le musée de la vigne de Vaux-en-Bugey est un musée de la vigne et du vin situé à Vaux-en-Bugey, dans le département de l'Ain, en Auvergne-Rhône-Alpes. Il est situé dans le local de l'alambic, le long des quais du Buizin,,.